# Olympische Sommerspiele 1948/Teilnehmer (Frankreich)
| Gelbes Symbol für Goldmedaillen mit stilisierten Olympischen Ringen | Graues Symbol für Silbermedaillen mit stilisierten Olympischen Ringen | Braundes Symbol für Bronzemedaillen mit stilisierten Olympischen Ringen |
| ------------------------------------------------------------------- | --------------------------------------------------------------------- | ----------------------------------------------------------------------- |
| 10                                                                  | 6                                                                     | 13                                                                      |

Frankreich nahm an den Olympischen Sommerspielen 1948 in London mit einer Delegation von 316 Athleten (279 Männer und 37 Frauen) an 134 Wettkämpfen in 20 Wettbewerben teil.
Die französischen Sportler gewannen 10 Gold-, 6 Silber- und 13 Bronzemedaillen. Damit belegte Frankreich im Medaillenspiegel den dritten Platz. Erfolgreichste Teilnehmer waren der Fechter Jéhan Buhan mit dem Florett im Einzel und mit der Mannschaft sowie die Leichtathletin Micheline Ostermeyer im Kugelstoßen und Diskuswurf, die beide zweimal Olympiasieger wurden. Drei weitere Medaillen gewannen drei der 33 für Frankreich antretenden Teilnehmer der Kunstwettbewerbe, die aber nicht im offiziellen Medaillenspiegel berücksichtigt werden. Fahnenträger bei der Eröffnungsfeier war der Ruderer Jean Séphériadès.

## Teilnehmer nach Sportarten

### Basketball
- Silber 
André Barrais
Michel Bonnevie
André Buffière
René Chocat
René Dérency
Maurice Desaymonet
André Even
Maurice Girardot
Fernand Guillou
Raymond Offner
Jacques Perrier
Yvan Quénin
Lucien Rebuffic
Pierre Thiolon

### Boxen
- Maxim Cochin
Fliegengewicht: im Achtelfinale ausgeschieden

- Jean-Marie Grenot
Bantamgewicht: im Achtelfinale ausgeschieden

- Mohamed Ammi
Federgewicht: im Achtelfinale ausgeschieden

- Auguste Caulet
Leichtgewicht: im Achtelfinale ausgeschieden

- Pierre Hernandez
Weltergewicht: im Achtelfinale ausgeschieden

- Aimé-Joseph Escudie
Halbschwergewicht: im Viertelfinale ausgeschieden

- Joseph Roude
Halbschwergewicht: in der 1. Runde ausgeschieden

- James Galli
Schwergewicht: im Achtelfinale ausgeschieden

### Fechten
Männer
- Jéhan Buhan
Florett: Gold 
Florett Mannschaft: Gold

- Christian d’Oriola
Florett: Silber 
Florett Mannschaft: Gold

- René Bougnol
Florett: 5. Platz
Florett Mannschaft: Gold

- André Bonin
Florett Mannschaft: Gold

- Jacques Lataste
Florett Mannschaft: Gold

- Adrien Rommel
Florett Mannschaft: Gold

- Henri Guérin
Degen: 4. Platz
Degen Mannschaft: Gold

- Henri Lepage
Degen: 6. Platz
Degen Mannschaft: Gold

- Marcel Desprets
Degen: im Halbfinale ausgeschieden
Degen Mannschaft: Gold

- Maurice Huet
Degen Mannschaft: Gold

- Michel Pécheux
Degen Mannschaft: Gold

- Édouard Artigas
Degen Mannschaft: Gold

- Jacques Lefèvre
Säbel: 4. Platz
Säbel Mannschaft: 5. Platz

- Jean Levavasseur
Säbel: im Halbfinale ausgeschieden
Säbel Mannschaft: 5. Platz

- Maurice Gramain
Säbel: im Viertelfinale ausgeschieden
Säbel Mannschaft: 5. Platz

- Georges Lévêcque
Säbel Mannschaft: 5. Platz

- Jacques Parent
Säbel Mannschaft: 5. Platz

- Jean-François Tournon
Säbel Mannschaft: 5. Platz

Frauen
- Renée Garilhe
Florett: im Viertelfinale ausgeschieden

- Louisette Malherbaud
Florett: im Viertelfinale ausgeschieden

- Françoise Gouny
Florett: im Viertelfinale ausgeschieden

### Fußball
- im Viertelfinale ausgeschieden
André Strappe
Bernard Bienvenu
Charles Rouelle
Gaston Rouxel
Gabriel Robert
Jean Palluch
Joseph Heckel
Marcel Colau
René Courbin
René Hebinger
René Persillon
Raymond Krug

### Gewichtheben
- Marcel Thévenet
Bantamgewicht: 6. Platz

- Eugène Wattier
Bantamgewicht: 16. Platz

- Max Heral
Federgewicht: 8. Platz

- André Le Guillerm
Federgewicht: 10. Platz

- René Aleman
Leichtgewicht: 11. Platz

- Pierre Bouladou
Mittelgewicht: 6. Platz

- Georges Firmin
Mittelgewicht: 9. Platz

- Jean Debuf
Halbschwergewicht: 4. Platz

- Raymond Herbaux
Halbschwergewicht: 11. Platz

### Hockey
- 10. Platz
Bernard Boone
Jacques Butin
Guy Chevalier
Jean-François Dubessay
Claude Hauet
Jean Hauet
Michel Lacroix
Robert Lucas
Diran Manoukian
André Meyer
Philippe Reynaud
Jean Rouget
Jacques Thieffry
Pierre Vandame

### Kanu
Männer
- Henri Eberhardt
Einer-Kajak 1000 m: Bronze 
Einer-Kajak 10.000 m: 5. Platz

- Fernand Donna
Zweier-Kajak 1000 m: im Vorlauf ausgeschieden

- René Richez
Zweier-Kajak 1000 m: im Vorlauf ausgeschieden

- Maurice Graffen
Zweier-Kajak 10.000 m: 12. Platz

- Richard Flèche
Zweier-Kajak 10.000 m: 12. Platz

- Robert Boutigny
Einer-Canadier 1000 m: Bronze

- Raymond Argentin
Einer-Canadier 10.000 m: 4. Platz

- Georges Dransart
Zweier-Canadier 1000 m: Bronze 
Zweier-Canadier 10.000 m: Bronze

- Georges Gandil
Zweier-Canadier 1000 m: Bronze 
Zweier-Canadier 10.000 m: Bronze

Frauen
- Catherine Vautrin
Einer-Kajak 500 m: 8. Platz

### Kunstwettbewerbe
- Othello Zavaroni
- Pierre Vago
- Georges Tourry
- Maurice Thiriet
- Aimé Thevenet
- Lucien Seignol
- Guy Sabrou
- Joseph Rivière
- Auguste Perret
- J. Neel
- Hervé Morvan
- Luc Albert Moreau
- Joël Martel
- Jan Martel
- Jacques Maloubier
- Henri Lagriffoul
- Adrienne Jouclard
- René Iché
- Paul Fromentier
- Lucien Fontanarosa
- Alfred Ferraz
- André Dunoyer de Segonzac
- Edgard Derouet
- Jean Démaret
- Louis De Marquevic
- Raymond Coulon
- Paul Colin
- Marcel Chauvenet
- Yves Baudrier
- Guy Ardilouze
- Hubert Yencesse
Rundplastiken: Bronze

- Gilbert Prouteau
Lyrische Werke: Bronze

- Albert Decaris
Stiche und Radierungen: Gold

### Leichtathletik
Männer
- René Valmy
100 m: im Viertelfinale ausgeschieden
4-mal-100-Meter-Staffel: im Vorlauf ausgeschieden

- Étienne Bally
100 m: im Vorlauf ausgeschieden
200 m: im Vorlauf ausgeschieden

- Julien Lebas
200 m: im Viertelfinale ausgeschieden
4-mal-100-Meter-Staffel: im Vorlauf ausgeschieden

- Joseph Stéphan
200 m: im Vorlauf ausgeschieden

- Francis Schewetta
400 m: im Viertelfinale ausgeschieden
4-mal-400-Meter-Staffel: Silber

- Jacques Lunis
400 m: im Viertelfinale ausgeschieden
4-mal-400-Meter-Staffel: Silber

- Raymond Crapet
400 m: im Vorlauf ausgeschieden

- Marcel Hansenne
800 m: Bronze 
1500 m: 11. Platz

- Robert Chef d’Hôtel
800 m: 7. Platz
4-mal-400-Meter-Staffel: Silber

- Gaston Mayordomo
800 m: im Halbfinale ausgeschieden

- Jean Vernier
1500 m: im Vorlauf ausgeschieden

- Henri Klein
1500 m: im Vorlauf ausgeschieden

- Jacques Vernier
5000 m: im Vorlauf ausgeschieden

- Maurice Pouzieux
5000 m: im Vorlauf ausgeschieden

- Alain Mimoun
5000 m: im Vorlauf ausgeschieden
10.000 m: Silber

- Ben Saïd Abdallah
10.000 m: 6. Platz

- André Paris
10.000 m: Rennen nicht beendet

- Pierre Cousin
Marathon: Rennen nicht beendet

- René Josset
Marathon: Rennen nicht beendet

- Arsène Piesset
Marathon: Rennen nicht beendet

- Hugues Frayer
110 m Hürden: im Halbfinale ausgeschieden

- André Marie
110 m Hürden: im Halbfinale ausgeschieden

- Gilbert Omnès
110 m Hürden: im Vorlauf ausgeschieden

- Yves Cros
400 m Hürden: 5. Platz

- Jean-Claude Arifon
400 m Hürden: im Halbfinale ausgeschieden

- Jacques André
400 m Hürden: im Halbfinale ausgeschieden

- Alexandre Guyodo
3000 m Hindernis: 4. Platz

- Roger Chesneau
3000 m Hindernis: 11. Platz

- Raphaël Pujazon
3000 m Hindernis: Rennen nicht beendet

- Alain Porthault
4-mal-100-Meter-Staffel: im Vorlauf ausgeschieden

- Marc Litaudon
4-mal-100-Meter-Staffel: im Vorlauf ausgeschieden

- Jean Kérébel
4-mal-400-Meter-Staffel: Silber

- Émile Maggi
10.000 m Gehen: 6. Platz

- Louis Courron
10.000 m Gehen: im Vorlauf ausgeschieden

- Louis Chevalier
10.000 m Gehen: im Vorlauf ausgeschieden

- Pierre Mazille
50 km Gehen: 7. Platz

- Claude Hubert
50 km Gehen: 8. Platz

- Henri Caron
50 km Gehen: 11. Platz

- Georges Damitio
Hochsprung: 5. Platz
Weitsprung: 6. Platz

- Pierre Lacaze
Hochsprung: 9. Platz

- Claude Bénard
Hochsprung: 21. Platz

- Victor Sillon
Stabhochsprung: 9. Platz

- Georges Breitman
Stabhochsprung: 13. Platz

- Charles Bouvet
Stabhochsprung: 17. Platz

- Robert Bobin
Dreisprung: 18. Platz

- Charles Épalle
Dreisprung: 20. Platz

- Pierre Legrain
Hammerwurf: 18. Platz

- Raymond Tissot
Speerwurf: 14. Platz

- Pierre Sprecher
Speerwurf: 23. Platz
Zehnkampf: 14. Platz

- Ignace Heinrich
Zehnkampf: Silber

- Jacques Crétaine
Zehnkampf: 22. Platz

Frauen
- Jeanine Moussier
100 m: im Vorlauf ausgeschieden
4-mal-100-Meter-Staffel: im Vorlauf ausgeschieden

- Rosine Faugouin
200 m: im Halbfinale ausgeschieden
4-mal-100-Meter-Staffel: im Vorlauf ausgeschieden

- Liliane Sprécher
200 m: im Halbfinale ausgeschieden
4-mal-100-Meter-Staffel: im Vorlauf ausgeschieden

- Yvette Monginou
80 m Hürden: 4. Platz

- Jeanine Toulouse
80 m Hürden: im Halbfinale ausgeschieden
4-mal-100-Meter-Staffel: im Vorlauf ausgeschieden

- Jeanne Lamouche
80 m Hürden: im Vorlauf ausgeschieden

- Micheline Ostermeyer
Hochsprung: Bronze 
Kugelstoßen: Gold 
Diskuswurf: Gold

- Simone Ruas
Hochsprung: 9. Platz

- Anne-Marie Colchen
Hochsprung: 14. Platz

- Yvonne Curtet
Weitsprung: 8. Platz

- Marguerite Martel
Weitsprung: 24. Platz

- Paulette Veste
Kugelstoßen: 4. Platz
Diskuswurf: 10. Platz

- Paulette Laurent
Kugelstoßen: 10. Platz

- Jacqueline Mazéas
Diskuswurf: Bronze

### Moderner Fünfkampf
- André Lacroix
Einzel: 14. Platz

- Louis Pichon
Einzel: 16. Platz

- Christian Palant
Einzel: 28. Platz

### Radsport
- José Beyaert
Straßenrennen: Gold 
Straßenrennen Mannschaftswertung: Bronze

- Alain Moineau
Straßenrennen: 11. Platz
Straßenrennen Mannschaftswertung: Bronze

- Jacques Dupont
Straßenrennen: 17. Platz
Straßenrennen Mannschaftswertung: Bronze 
Bahn 1000 m Zeitfahren: Gold

- René Rouffeteau
Straßenrennen: Rennen nicht beendet
Straßenrennen Mannschaftswertung: Bronze

- Jacques Bellenger
Bahn Sprint: Gold

- René Faye
Bahn Tandemsprint 2000 m: Bronze

- Gaston Dron
Bahn Tandemsprint 2000 m: Bronze

- Charles Coste
Bahn 4000 m Mannschaftsverfolgung: Gold

- Serge Blusson
Bahn 4000 m Mannschaftsverfolgung: Gold

- Fernand Decanali
Bahn 4000 m Mannschaftsverfolgung: Gold

- Pierre Adam
Bahn 4000 m Mannschaftsverfolgung: Gold

### Reiten
- André Jousseaume
Dressur: Silber 
Vielseitigkeit: ausgeschieden
Dressur Mannschaft: Gold 
Vielseitigkeit Mannschaft: ausgeschieden

- Jean Saint-Fort Paillard
Dressur: 6. Platz
Dressur Mannschaft: Gold

- Maurice Buret
Dressur: 15. Platz
Dressur Mannschaft: Gold

- Jean-François d’Orgeix
Springreiten: Bronze 
Springreiten Mannschaft: ausgeschieden

- Max Fresson
Springreiten: 7. Platz
Springreiten Mannschaft: ausgeschieden

- Pierre de Maupeou d’Ableiges
Springreiten: ausgeschieden
Springreiten Mannschaft: ausgeschieden

- Bernard Chevallier
Vielseitigkeit: Gold 
Vielseitigkeit Mannschaft: ausgeschieden

- René Emanuelli
Vielseitigkeit: 33. Platz
Vielseitigkeit Mannschaft: ausgeschieden

### Ringen
- Edmond Faure
Fliegengewicht, griechisch-römisch: in der 3. Runde ausgeschieden

- Jésus Arenzana
Bantamgewicht, griechisch-römisch: in der 2. Runde ausgeschieden

- Antoine Merle
Federgewicht, griechisch-römisch: in der 3. Runde ausgeschieden

- Albert Falaux
Leichtgewicht, griechisch-römisch: in der 3. Runde ausgeschieden

- René Chesneau
Weltergewicht, griechisch-römisch: 4. Platz

- Pierre Baudric
Fliegengewicht, Freistil: 5. Platz

- Charles Kouyos
Bantamgewicht, Freistil: Bronze

- Robert Jouaville
Federgewicht, Freistil: in der 3. Runde ausgeschieden

- Jean-Baptiste Leclerc
Weltergewicht, Freistil: 4. Platz

- André Brunaud
Mittelgewicht, Freistil: 6. Platz

- Robert Landesmann
Halbschwergewicht, Freistil: in der 2. Runde ausgeschieden

### Rudern
- Jean Séphériadès
Einer: im Halbfinale ausgeschieden

- Jacques Maillet
Doppel-Zweier: im Halbfinale ausgeschieden

- Christian Guilbert
Doppel-Zweier: im Halbfinale ausgeschieden

- Paul Rothley
Zweier ohne Steuermann: im Viertelfinale ausgeschieden

- Paul Heitz
Zweier ohne Steuermann: im Viertelfinale ausgeschieden

- Ampelio Sartor
Zweier mit Steuermann: im Halbfinale ausgeschieden

- Aristide Sartor
Zweier mit Steuermann: im Halbfinale ausgeschieden

- René Crezen
Zweier mit Steuermann: im Halbfinale ausgeschieden

- Jean Pieddeloup
Vierer mit Steuermann: im Halbfinale ausgeschieden

- René Lotti
Vierer mit Steuermann: im Halbfinale ausgeschieden

- Gaston Maquat
Vierer mit Steuermann: im Halbfinale ausgeschieden

- Jean-Pierre Souche
Vierer mit Steuermann: im Halbfinale ausgeschieden

- Marcel Boigegrain
Vierer mit Steuermann: im Halbfinale ausgeschieden

- Pierre Fauveau
Achter mit Steuermann: im Viertelfinale ausgeschieden

- Pierre Sauvestre
Achter mit Steuermann: im Viertelfinale ausgeschieden

- Alphonse Bouton
Achter mit Steuermann: im Viertelfinale ausgeschieden

- Édouard Aschehoug
Achter mit Steuermann: im Viertelfinale ausgeschieden

- Jean Bocahut
Achter mit Steuermann: im Viertelfinale ausgeschieden

- René Boucher
Achter mit Steuermann: im Viertelfinale ausgeschieden

- Pierre Clergerie
Achter mit Steuermann: im Viertelfinale ausgeschieden

- Roger Lebranchu
Achter mit Steuermann: im Viertelfinale ausgeschieden

- Robert Léon
Achter mit Steuermann: im Viertelfinale ausgeschieden

### Schießen
- Charles Juchault des Jamonières
Schnellfeuerpistole 25 m: 10. Platz

- R. Bouillet
Schnellfeuerpistole 25 m: 32. Platz

- D. Hesse
Schnellfeuerpistole 25 m: 33. Platz

- Jacques Mazoyer
Freie Pistole 50 m: 24. Platz

- Marcel Bonin
Freie Pistole 50 m: 29. Platz

- R. Stéphan
Freie Pistole 50 m: 48. Platz

- Jean Fournier
Freies Gewehr Dreistellungskampf 300 m: 23. Platz

- Édouard Rouland
Freies Gewehr Dreistellungskampf 300 m: 24. Platz

- S. Lesceux
Freies Gewehr Dreistellungskampf 300 m: 27. Platz

- R. Gauthier-Lafond
Kleinkalibergewehr liegend 50 m: 20. Platz

- Lucien Genot
Kleinkalibergewehr liegend 50 m: 24. Platz

- M. Bouchez
Kleinkalibergewehr liegend 50 m: 27. Platz

### Schwimmen
Männer
- Alex Jany
100 m Freistil: 5. Platz
400 m Freistil: 6. Platz
4-mal-200-Meter-Freistilstaffel: Bronze

- Henri Padou junior
100 m Freistil: im Vorlauf ausgeschieden
4-mal-200-Meter-Freistilstaffel: Bronze

- Fernand Martinaux
100 m Freistil: im Vorlauf ausgeschieden

- Jo Bernardo
400 m Freistil: im Vorlauf ausgeschieden
1500 m Freistil: im Halbfinale ausgeschieden
4-mal-200-Meter-Freistilstaffel: Bronze

- René Cornu
400 m Freistil: im Vorlauf ausgeschieden
1500 m Freistil: im Vorlauf ausgeschieden
4-mal-200-Meter-Freistilstaffel: Bronze

- Georges Vallerey junior
100 m Rücken: Bronze

- Lucien Zins
100 m Rücken: im Vorlauf ausgeschieden

- René Pirolley
100 m Rücken: im Vorlauf ausgeschieden

- Maurice Lusien
200 m Brust: im Halbfinale ausgeschieden

- Alfred Nakache
200 m Brust: im Halbfinale ausgeschieden

Frauen
- Josette Arène
100 m Freistil: im Vorlauf ausgeschieden
4-mal-100-Meter-Freistilstaffel: 7. Platz

- Ginette Jany-Sendral
100 m Freistil: im Vorlauf ausgeschieden
100 m Rücken: im Vorlauf ausgeschieden
4-mal-100-Meter-Freistilstaffel: 7. Platz

- Gisèle Vallerey
100 m Freistil: im Vorlauf ausgeschieden
4-mal-100-Meter-Freistilstaffel: 7. Platz

- Colette Thomas
400 m Freistil: im Halbfinale ausgeschieden
4-mal-100-Meter-Freistilstaffel: 7. Platz

- Marie Foucher-Creteau
4-mal-100-Meter-Freistilstaffel: 7. Platz

- Monique Berlioux
100 m Rücken: im Vorlauf ausgeschieden

- Jacqueline Bertrand
200 m Brust: im Halbfinale ausgeschieden

### Segeln
- Jean-Jacques Herbulot
Firefly: 7. Platz

- Jacques Lebrun
Swallow: 9. Platz

- Henri Perrissol
Swallow: 9. Platz

- Yves Lorion
Star: 11. Platz

- Jean Peytel
Star: 11. Platz

- Marcel de Kerviler
Drachen: 10. Platz

- Philippe Chancerel
Drachen: 10. Platz

- Jean Frain de la Gaulayrie
Drachen: 10. Platz

- Albert Cadot
6-Meter-Klasse: 11. Platz

- Jean Castel
6-Meter-Klasse: 11. Platz

- Claude Desouches
6-Meter-Klasse: 11. Platz

- Robert Lacarrière
6-Meter-Klasse: 11. Platz

- François Laverne
6-Meter-Klasse: 11. Platz

### Turnen
Männer
- Raymond Dot
Einzelmehrkampf: 20. Platz
Boden: 4. Platz
Pferdsprung: 26. Platz
Barren: 18. Platz
Reck: 4. Platz
Ringe: 32. Platz
Seitpferd: 69. Platz
Mannschaftsmehrkampf: 4. Platz

- Michel Mathiot
Einzelmehrkampf: 22. Platz
Boden: 10. Platz
Pferdsprung: 60. Platz
Barren: 14. Platz
Reck: 19. Platz
Ringe: 47. Platz
Seitpferd: 36. Platz
Mannschaftsmehrkampf: 4. Platz

- Lucien Masset
Einzelmehrkampf: 24. Platz
Boden: 20. Platz
Pferdsprung: 40. Platz
Barren: 61. Platz
Reck: 11. Platz
Ringe: 38. Platz
Seitpferd: 14. Platz
Mannschaftsmehrkampf: 4. Platz

- André Weingand
Einzelmehrkampf: 25. Platz
Boden: 29. Platz
Pferdsprung: 67. Platz
Barren: 29. Platz
Reck: 20. Platz
Ringe: 14. Platz
Seitpferd: 40. Platz
Mannschaftsmehrkampf: 4. Platz

- Antoine Schildwein
Einzelmehrkampf: 34. Platz
Boden: 24. Platz
Pferdsprung: 50. Platz
Barren: 49. Platz
Reck: 42. Platz
Ringe: 23. Platz
Seitpferd: 50. Platz
Mannschaftsmehrkampf: 4. Platz

- Alphonse Anger
Einzelmehrkampf: 35. Platz
Boden: 41. Platz
Pferdsprung: 75. Platz
Barren: 31. Platz
Reck: 20. Platz
Ringe: 29. Platz
Seitpferd: 48. Platz
Mannschaftsmehrkampf: 4. Platz

- Marcel de Wolf
Einzelmehrkampf: 36. Platz
Boden: 41. Platz
Pferdsprung: 68. Platz
Barren: 44. Platz
Reck: 53. Platz
Ringe: 32. Platz
Seitpferd: 35. Platz
Mannschaftsmehrkampf: 4. Platz

- Auguste Sirot
Einzelmehrkampf: 40. Platz
Boden: 53. Platz
Pferdsprung: 70. Platz
Barren: 48. Platz
Reck: 17. Platz
Ringe: 66. Platz
Seitpferd: 30. Platz
Mannschaftsmehrkampf: 4. Platz

Frauen
- F. Vailee
Mannschaftsmehrkampf: 10. Platz

- Jeanine Touchard
Mannschaftsmehrkampf: 10. Platz

- Christine Palau
Mannschaftsmehrkampf: 10. Platz

- G. Guibert
Mannschaftsmehrkampf: 10. Platz

- Colette Hué
Mannschaftsmehrkampf: 10. Platz

- Monique Yvinou
Mannschaftsmehrkampf: 10. Platz

- Irène Pittelioen
Mannschaftsmehrkampf: 10. Platz

- Jeanette Vogelbacher
Mannschaftsmehrkampf: 10. Platz

### Wasserball
- 11. Platz
François Débonnet
Maurice Lefèbvre
Roger Le Bras
Marco Diener
Robert Himgi
Roger Dewasch
Jacques Berthe
René Massol
Jacques Viaene
Émile Bermyn
Marcel Spilliaert

### Wasserspringen
Männer
- Raymond Mulinghausen
3 m Kunstspringen: 5. Platz
10 m Turmspringen: 7. Platz

- Roger Heinkelé
3 m Kunstspringen: 14. Platz

- Guy Hernandez
3 m Kunstspringen: 20. Platz
10 m Turmspringen: 20. Platz

Frauen
- Nicole Péllissard
3 m Kunstspringen: 4. Platz
10 m Turmspringen: 6. Platz

- Mady Moreau
3 m Kunstspringen: 7. Platz

- Jeannette Aubert
3 m Kunstspringen: 10. Platz